# Whirlpool Corporation
Whirlpool Corporation (по-русски «Вёрлпул корпорэйшн») — американская компания, основанная братьями Фредом и Луи Аптоном в 1911 году в штате Мичиган. Основной производитель бытовой техники в США и один из крупнейших в мире. Компания имеет 70 производственных и научно-технических центров по всему миру и владеет торговыми марками KitchenAid, Maytag, Indesit и другими.

## История

### 1910—1960-е годы
В 1911 году, братья Фред и Лу Аптон основали компанию по производству стиральных машин Upton Machine. В 1916 году распространением их продукции занялась компания Sears, Roebuck and Co. В 1929 году, после слияния с Nineteen Hundred Washer, компания была переименована в Nineteen Hundred Corporation. Продукция корпорации, продаваемая через сеть Sears, пользовалась большим спросом, продажи росли даже во время Великой депрессии. Во время Второй мировой войны корпорация производила детали к оружию, но параллельно разрабатывала новый тип автоматической стиральной машины, продажи которой начались в 1947 году, в следующем году для продукции начали использовать торговую марку Whirlpool (букв. «водоворот»). В 1950 году Whirlpool Corporation стало официальным названием корпорации.
В послевоенные годы в США был высокий спрос на бытовую технику, продажи корпорации быстро росли. В 1955 году Whirlpool объединилась с производителем холодильников Seeger Refrigerator Company, в том же году в партнёрстве с Radio Corporation of America (RCA) начала выпускать кондиционеры и кухонные плиты (под торговой маркой RCA-Whirlpool). Поглощение в 1957 году чикагской Birtman Electric Company добавило в ассортимент продукции пылесосы. Также в 1957 году была создана дочерняя компания для финансирования дистрибьюторов. В 1958 году было сделано первое крупное зарубежное приобретение, бразильская компания Brasmotor S.A. На канадский рынок Whirlpool вышла в 1969 году с покупкой 33-процентной доли в местном производителе бытовой техники John Inglis Co. В 1985 году доля была доведена до контрольного пакета, и Inglis стал канадским филиалом корпорации.
В октябре 1960 года исследовательская лаборатория компании получила правительственный контракт с Manned Spacecraft Center (НАСА) на разработку космической «кухни» для программы Джемини, включающей в себя оборудование для хранения продуктов и утилизации отходов.

### 1970—1990-е годы
В начале 1970-х годов спрос на бытовую технику начал падать, набирало силу движение защиты прав потребителей (что требовало повышения качества продукции), нефтяной кризис 1973 года вызвал рецессию в экономике США. Это потребовало от компании оптимизации деятельности, в 1973 году была сокращена треть персонала. В 1974 году на заводе по производству холодильников и кондиционеров в Индиане началась забастовка, продлившаяся четыре месяца.
К концу 1970-х годов спрос вновь начал расти, в 1977 году компания представила автоматическую стиральную машину с электронным управлением и со второй попытки вышла на рынок микроволновых печей (первая попытка в конце 1950-х годов была неудачной). В 1984 году для начала масштабной международной экспансии была основана Whirlpool Trading Company. В 1986 году было куплено подразделение KitchenAid корпорации Hobart, производившее посудомоечные машины и другую кухонную технику. В 1987 году корпорация вышла на рынок Индии, а в следующем году — Мексики.
В 1988 году была сделана попытка поглотить Roper Corporation, производителя бытовой техники, газонокосилок и минитракторов. Сделка была заблокирована по инициативе General Electric. В 1989 году стороны достигли соглашения, по которому GE покупала производственные мощности Roper, а Whirlpool — права на торговую марку; кроме этого GE становилась поставщиком электромоторов для Whirlpool. Также в 1989 году было создано совместное предприятие с Philips по продвижению продукции на европейский рынок; оно было названо Whirlpool Europe B.V. В 1991 году доля Philips была выкуплена. За период с 1978 по 1989 год оборот Whirlpool вырос с $2 млрд до $6 млрд, корпорация стала крупнейшим в мире производителем бытовой техники. В 1990-х годах корпорация вышла на рынки ряда европейских и азиатских стран, однако с ограниченным успехом, к концу десятилетия пришлось закрыть часть заводов и сократить 10 % сотрудников, в основном в этих регионах. В 1997 году были куплены две бразильские компании, Embraco (производитель компрессоров для холодильников) и Multibrás (производитель бытовой техники).

### с 2000-х по наши дни
XXI век Whirlpool начала с новых сокращений персонала (на 7 тысяч за два года). В 2001 году было отозвано 1,8 млн микроволновых печей (из-за проблем с возгоранием), это обошлось корпорации $300 млн. Годом ранее из-за сходной проблемы отзывались несколько моделей посудомоечных машин. 2002 год корпорация закончила с чистым убытком $394 млн.
В апреле 2006 года была приобретена Maytag Corporation за $2,6 млрд. В 2007 году была продана Hoover Company, также закрыто несколько заводов в США.
В 2014 году, с целью укреплений позиций на европейском рынке бытовой техники, на который приходилось 16 % всех продаж Whirlpool, был выкуплен контрольный пакет акций (60,4 %) итальянской Indesit за 758 млн евро ($1,038 млрд).

## Руководство
Главой Whirlpool Corporation является Марк Битцер (Marc Robert Bitzer), с начала 2019 года он совмещает посты председателя совета директоров, президента (с 2015 года) и главного исполнительного директора (с 2017 года); в компании с 1999 года.

## Деятельность
Основными категориями продукции являются холодильники и морозильные камеры (29 % продаж), стиральные машины (28 %), кухонная техника (19 %).
Производственные мощности включают 41 завод в 14 странах: 10 заводов в США, 5 в Италии, по 4 завода в Мексике, Бразилии и КНР, по 3 в Польше и Индии, 2 в Словакии, по одному в России (2014—2022), Турции, ЮАР, Великобритании, Аргентине и Колумбии.
Главным регионом сбыта является Северная Америка, на неё приходится более половины продаж (54 % в 2018 году), далее следуют Европа, Ближний Восток и Африка (22 %), Латинская Америка (17 %) и Азия (7 %).
|                        | 2004  | 2005  | 2006  | 2007  | 2008  | 2009  | 2010  | 2011  | 2012  | 2013  | 2014  | 2015  | 2016  | 2017  | 2018   |
| ---------------------- | ----- | ----- | ----- | ----- | ----- | ----- | ----- | ----- | ----- | ----- | ----- | ----- | ----- | ----- | ------ |
| Оборот                 | 13,22 | 14,32 | 18,08 | 19,41 | 18,91 | 17,10 | 18,37 | 18,67 | 18,14 | 18,77 | 19,87 | 20,89 | 20,72 | 21,25 | 21,04  |
| Чистая прибыль         | 0,406 | 0,422 | 0,486 | 0,647 | 0,418 | 0,354 | 0,650 | 0,408 | 0,425 | 0,849 | 0,692 | 0,822 | 0,928 | 0,337 | -0,159 |
| Активы                 | 8,181 | 8,301 | 13,76 | 14,01 | 13,53 | 15,09 | 15,58 | 15,18 | 15,40 | 15,54 | 20,00 | 19,01 | 19,15 | 20,04 | 18,35  |
| Собственный капитал    | 1,606 | 1,745 | 3,283 | 3,911 | 3,006 | 3,664 | 4,226 | 4,181 | 4,260 | 4,924 | 4,885 | 4,743 | 4,773 | 4,198 | 2,291  |
| Сотрудников, тыс. чел. | 68,13 | 65,68 | 73,42 | 73,68 | 69,61 | 67    | 71    | 68    | 68    | 69    | 100   | 97    | 93    | 92    | 92     |

### Выставки
В апреле 2019 года, Whirlpool выступил соорганизатором выставки «Human Spaces» в Миланском университете, представив арт-инсталляцию «The Perfect Time» от итальянского архитектора Ико Мильоре. Инсталляция посвящена премиальной линейке бытовой техники «W Collection» с технологией «6th Sense» (шестое чувство) и представляла собой чёрный куб, скрытый за бахромой из множества полупрозрачный трубочек, преломляющих солнечный свет.

### Уход из России
В начале марта 2022 года, из-за снижения спроса, Whirlpool приостановила работу своих Липецких заводов по производству холодильников и стиральных машин (брендов Whirlpool, KitchenAid, Bauknecht, Hotpoint и Indesit), а в июне объявила о полном уходе с рынка России, продав свои активы («Индезит Интернэшнл» и «Вирлпул Рус») турецкой Arcelik (бренд Beko). Предполагаемая сумма сделки около 220 млн евро, которая будет выплачиваться в течение 10 лет.

## Критика
В декабре 2018 года французское антимонопольное управление оштрафовало Whirlpool на 102 млн евро за ценовой сговор с Electrolux, BSH, Candy Hoover и др. Как было установлено расследованием, представители компании встречались несколько раз в период с 2006 по 2009 года. Так, например, в 2008 году компании договорились о повышении цен на 20 евро для товаров стоимостью менее 200 евро и на 50 евро — на товары стоимостью более 400 евро.

## Дочерние компании
Основные дочерние компании на конец 2018 года:
- США:
  - Делавэр: 1900 Holdings Corporation; Elera Delaware, Inc.; Elera Holdings Corporation; Embraco North America, Inc.; KitchenAid Delaware, Inc.; KitchenAid Europa, Inc.; KitchenAid Global, Inc.; Maytag Sales, Inc.; THC Assets Corporation; Whirlpool America Holdings Corp.; Whirlpool ASEAN Co.; Whirlpool Asia Inc.; Whirlpool Enterprises, LLC; Whirlpool Europe Holdings Limited; Whirlpool Finance Center Corp.; Whirlpool Financial Corporation; Whirlpool Financial Corporation International; Whirlpool Floor Care Corp.; Whirlpool Greater China Inc.; Whirlpool Holdings Corporation; Whirlpool India Holdings Limited; Whirlpool Japan Inc.; Whirlpool Latin America Corporation; Whirlpool Mexico Holdings LLC; Whirlpool Mexico Ventures LLC; Whirlpool NAAG Holdings Corporation; Whirlpool NAR Holdings, LLC; Whirlpool Oceania Inc.; Whirlpool Overseas Holdings, LLC; Whirlpool Realty Corporation; Yummly, Inc.
  - Калифорния: Bill Page Orchestra, Inc.
  - Мичиган: Brunson Place Properties, LLC; Everest Campus, LLC; KitchenAid Promotions, LLC; Maytag Properties, LLC; Whirlpool Properties, Inc.; Whirlpool Technologies, LLC
  - Нью-Йорк: Nineteen Hundred Corporation
  - Огайо: KitchenAid, Inc.
  - Флорида: South American Sales Partnership
- Австралия: KitchenAid Australia, Pty Ltd; Whirlpool (Australia) Pty. Limited
- Австрия: Whirlpool Österreich GmbH
- Аргентина: Indesit Argentina S.A.; LAWSA S.A.; Whirlpool Argentina S.r.l.; Whirlpool Puntana S.A.
- Бельгия: Whirlpool Belux N.V./S.A.; Whirlpool Europe Coordination Center;
- Бермуды: Whirlpool Bermuda Euro Ltd.; Whirlpool Finance Overseas Ltd.; Whirlpool Insurance Company, Ltd.;
- Болгария: Whirlpool Bulgaria Ltd.
- Бразилия: B. Blend Máquinas e Bebidas S.A.; BUD Comércio de Eletrodomésticos Ltda.; Brasmotor S.A.; CNB Consultoria Ltda; Embraco Indústria de Compressores e Soluções em Refrigeração Ltda.; Hoover Comercial Limitada; MLOG Armazém Geral Ltda.; Up Points Serviços Empresariais S.A.; Whirlpool Comercial Ltda.; Whirlpool do Brasil Ltda.; Whirlpool Eletrodomésticos AM S.A.; Whirlpool S.A.
- Виргинские Острова (Великобритания): Whirlpool (B.V.I.) Limited
- Великобритания: Airdun Limited; BWI Products Limited; Cannon Industries Ltd.; General Domestic Appliances Holdings Ltd; General Domestic Appliances International Ltd.; Indesit Company UK Holdings Ltd.; Jackson Appliances Ltd.; Merloni Domestic Appliances Ltd.; Whirlpool UK Appliances Limited; Whirlpool UK Pension Scheme Trustee Limited; Xpelair Ltd.
- Венгрия: Whirlpool Magyarország Kereskedelmi Korlátolt Felelosségu Társaság
- Гватемала: Whirlpool Guatemala, S.A.
- Германия: Bauknecht Hausgeräte GmbH; IRE Beteiligungs GmbH; Whirlpool Germany GmbH
- Гонконг: Consumer Appliances Service Limited; Whirlpool (Hong Kong) Limited; Whirlpool Microwave Products Development Limited; Whirlpool Overseas Hong Kong Limited
- Греция: Indesit Company Domestic Appliances Hellas Mepe; Whirlpool Hellas S.A.
- Дания: Whirlpool Nordic A/S
- Индия: Whirlpool Asia LLP; Whirlpool of India Limited
- Ирландия: Whirlpool Ireland Appliances Limited; Whirlpool SSC Limited
- Испания: Whirlpool Electrodomésticos S.A.
- Италия: Embraco Europe S.r.l.; Embraco Eurosales S.r.l.; Indesit IP S.r.l.; Whirlpool EMEA S.p.A.; Whirlpool Italia Holdings S.r.l.; Whirlpool Italia S.r.l.; Whirlpool R&D S.r.l.
- Казахстан: Whirlpool Kazakhstan LLP
- Канада: Maytag Limited; WCGP Nova Scotia Co.; Whirlpool Canada Co.; Whirlpool Canada LP; Yummly Canada Ltd.
- Китай: Beijing Embraco Snowflake Compressor Company Limited; Guangdong Whirlpool Electrical Appliances Co., Ltd.; Hefei Whirlpool Enterprise Management Service Co. Ltd.; KitchenAid Trading Co., Ltd.; Qingdao EECON Electronic Controls and Appliances Co., Ltd.; Whirlpool (China) Co., Ltd.; Whirlpool (China) Investment Co., Ltd.; Whirlpool (Hefei) Trading Co., Ltd; Whirlpool Product Development (Shenzhen) Company Limited
- Китайская Республика: Whirlpool Taiwan Co., Ltd.
- Колумбия: Haceb Whirlpool Industrias S.A.S.; Whirlpool Colômbia S.A.S.
- Латвия: Whirlpool Latvia S.I.A.
- Литва: Whirlpool Lietuva UAB
- Люксембург: Embraco Luxembourg S.à r.l.; Indesit Company Luxembourg S.A.; Whirlpool Asia Holdings S.à r.l.; Whirlpool Canada Investments S.à r.l.; Whirlpool Canada Luxembourg Holdings S.à r.l.; Whirlpool CSA Holdings S.à r.l.; WHirlpool EMEA Finanace S.à r.l.; Whirlpool Finance Luxembourg S.à r.l.; Whirlpool International Holdings S.à r.l.; Whirlpool International Manufacturing S.à r.l.; Whirlpool Luxembourg Holdings S.à r.l.; Whirlpool Luxembourg Investments S.à r.l.; Whirlpool Luxembourg S.à r.l.; Whirlpool Luxembourg Ventures S.à r.l.; Whirlpool Overseas Manufacturing S.ár.l.
- Маврикий: Whirlpool Mauritius Limited
- Марокко: Whirlpool Maroc S. à r.l.
- Мексика: Centro de Desarrollo Tecnologico e Innóvación WHM, S. de R.L de C.V.; Comercial Acros Whirlpool, S. de R.L. de C.V.; Embraco Mexico Servicios, S. de R.L. de C.V.; Embraco Mexico S. de R.L. de C.V.; Industrias Acros Whirlpool, S. de R.L. de C.V.; Whirlpool Internacional S. de R.L. de C.V.; Whirlpool Mexico, S. de R.L. de C.V.
- Нидерландские Антильские острова: Maytag Worldwide N.V.
- Нидерланды: Whirlpool Asia B.V.; Whirlpool do Brasil Investements B.V.; Whirlpool Europe B.V.; Whirlpool Finance B.V.; Whirlpool Global B.V.; Whirlpool Global Investments B.V.; Whirlpool Home Appliances B.V.; Whirlpool Nederland B.V.; Whirlpool WW Holdings B.V.
- Норвегия: Whirlpool Nordic AS
- ОАЭ: Whirlpool MEEA DMCC
- Перу: Whirlpool Peru S.R.L.
- Польша: Whirlpool Company Polska Sp. z o.o.; Whirlpool Polska Appliances Sp. z o.o.
- Португалия: Whirlpool Portugal, S.A.
- Республика Корея: KitchenAid Korea Limited;
- Россия (до 2022 года[14]): Embraco RUS LLC; Joint-Stock Company Indesit International; Whirlpool CIS Ltd.; Whirlpool RUS LLC
- Румыния: Whirlpool Romania S.r.l.
- Сальвадор: Whirlpool El Salvador, S.A. de C.V.
- Сербия: Whirlpool Ltd Belgrade
- Сингапур: Indesit Company Singapore Pte. Ltd.; Whirlpool Southeast Asia Pte
- Словакия: Embraco Slovakia S.r.o.; Whirlpool Slovakia spol. s.r.o.; Whirlpool Slovakia Home Appliances spol. s.r.o.
- Таиланд: Whirlpool (Thailand) Limited
- Турция: Whirlpool Beyaz Esya Sanayi Ve Ticaret A.S.; Whirlpool Ev Aletleri Pazarlama Ve Ticaret A.S.
- Украина: Whirlpool Company Ukraine LLC; Whirlpool Ukraine LLC
- Уругвай: Ealing Compania de Gestiones y Participaciones S.A.
- Финляндия: Whirlpool Nordic OY
- Франция: Whirlpool France SAS; Whirlpool France Holdings SAS
- Хорватия: Whirlpool Croatia Ltd.
- Чехия: Whirlpool CR, spol. s.r.o.
- Чили: Whirlpool Chile Limitada
- Швейцария: Bauknecht AG; Indesit Company International Business S.A.; Whirlpool International GmbH; Whirlpool Management Services S.a.g.l.
- Швеция: Indesit Company Nordics AB; Whirlpool Nordic AB; Whirlpool Sweden Aktiebolag
- Эквадор: Whirlpool Ecuador S.A.
- Эстония: Whirlpool Eesti OU
- ЮАР: Whirlpool South Africa (Proprietary) Limited
- Япония: Whirlpool (Japan) Co., Ltd.